# Vrede van Deoelino

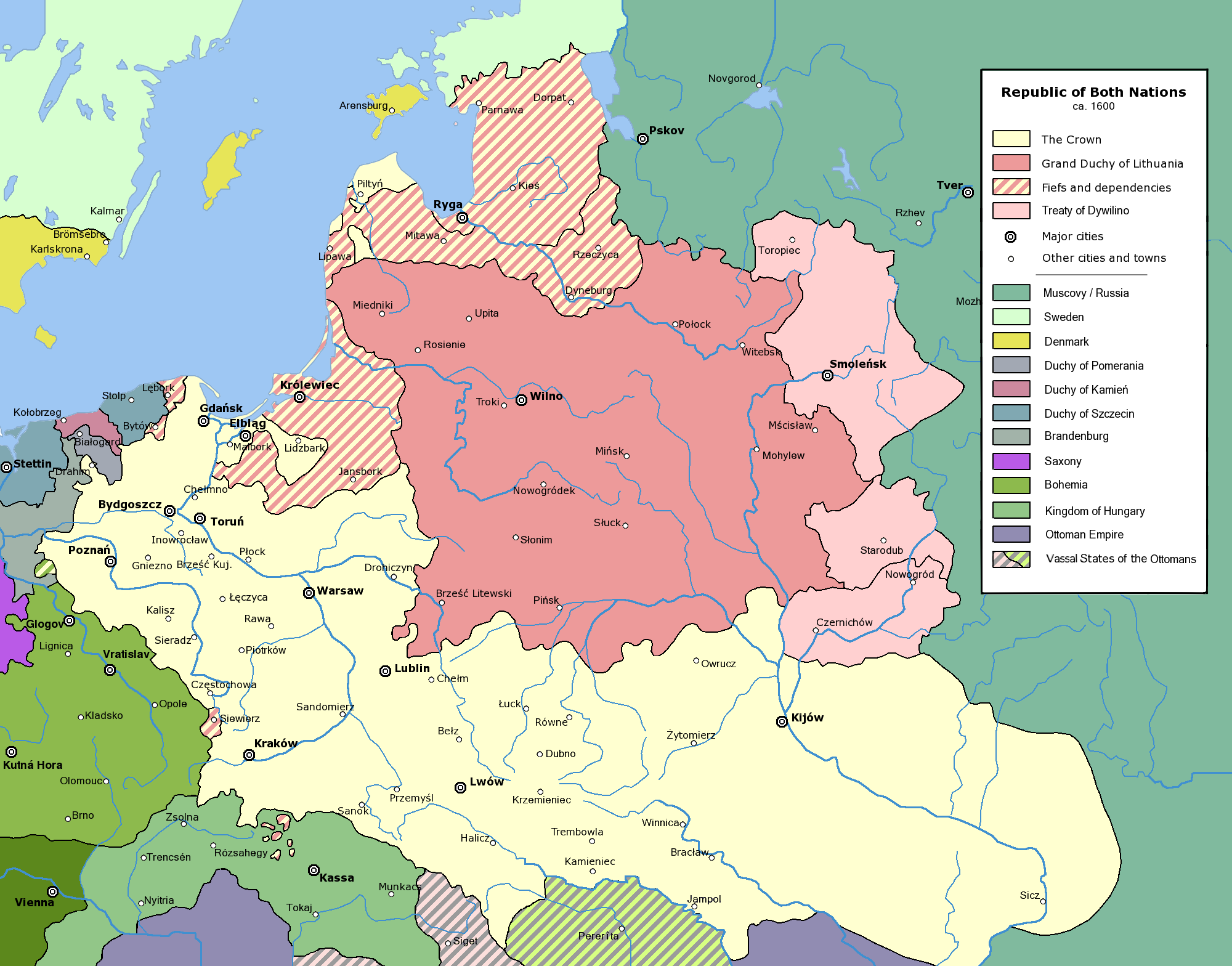
Het Pools-Litouwse Gemenebest in 1618
de door Polen verkregen gebieden

De Vrede van Deoelino (Russisch: Деулинское перемирие, Pools: Rozejm w Dywilinie), ook wel wapenstilstand of verdrag van Deoelino, was een vredesverdrag dat werd getekend op 11 december 1618 tussen het Pools-Litouwse Gemenebest en Rusland. Het verdrag maakte een einde aan de Pools-Russische Oorlog (1605-1618). Het verdrag trad op 4 januari 1619 officieel in werking.
Rusland stond de steden Smolensk en Tsjernigov met hun omliggende gebieden af aan Polen. Er werd afgesproken dat de gesloten wapenstilstand 14 en een half jaar zou duren. Ondanks de vrede gaf Wladislaus Wasa zijn rechten op de Russische troon niet op.
In 1632 liep de wapenstilstand af, waarna de vijandigheden tussen Polen en Rusland hervat werden in de Smolenskoorlog.